# خدمت بوم‌سازگان

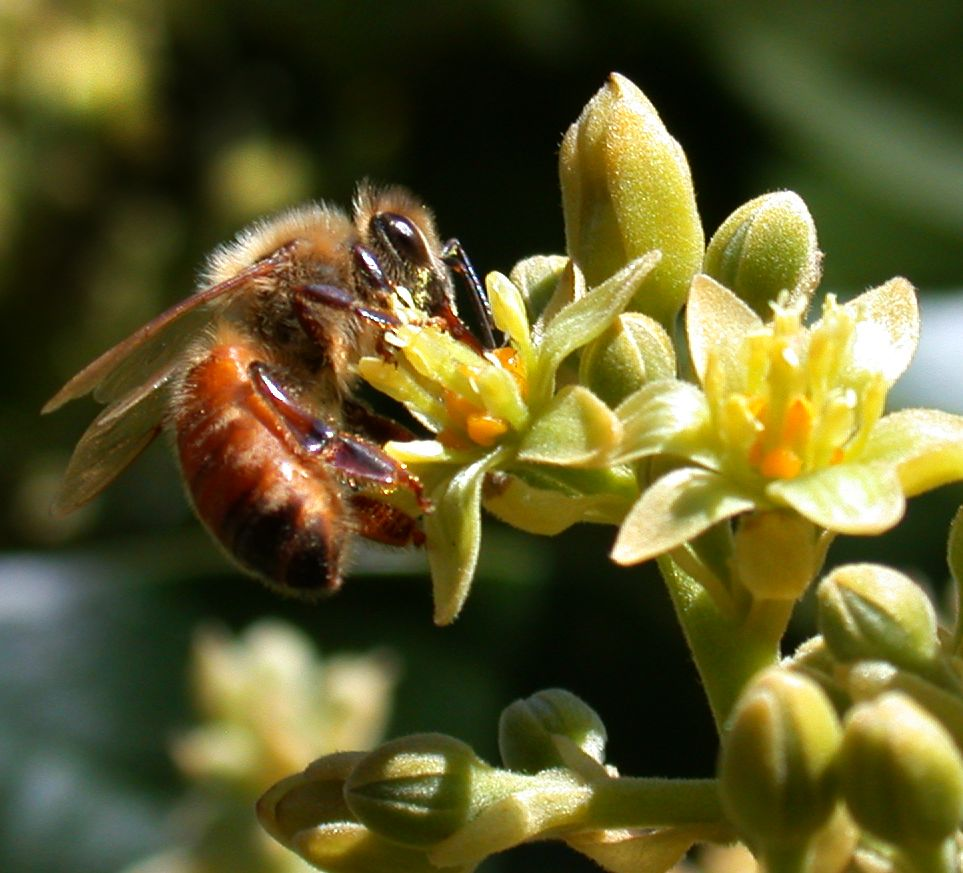
زنبور عسل در محصول آووکادو. گرده‌افشانی تنها یکی از انواع خدمت بوم‌سازگان است.

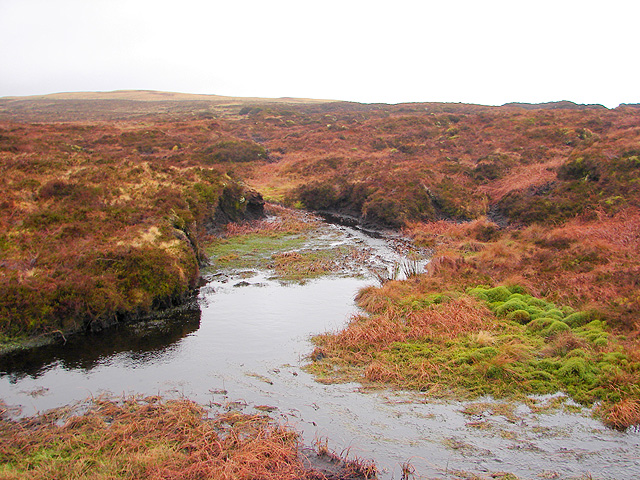
باتلاق مرتفع در ولز که منبع رسمی رودخانه سورن است. باتلاق‌های سالم کربن را جذب می‌کنند، آب را مهار می‌کنند و در نتیجه خطر سیل را کاهش می‌دهند و آب تمیز را بهتر از زیستگاه‌های دگرگون‌شده تامین می‌کنند.

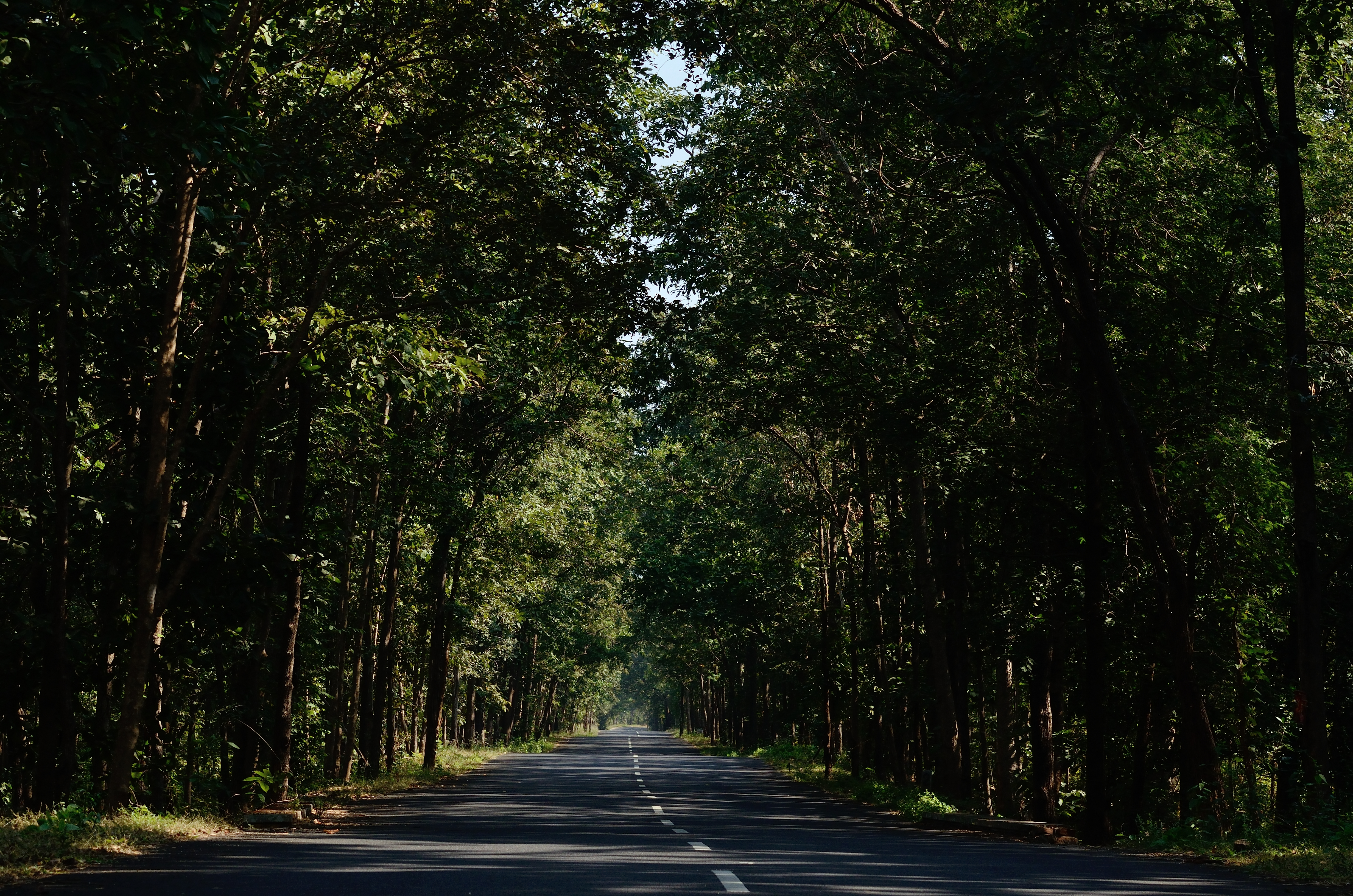
جنگلداری اجتماعی در آندرا پرادش، هند، سوخت، حفاظت از خاک، سایه و حتی رفاه را برای مسافران فراهم می‌کند.

خدمت بوم‌سازگان یا خدمت اکوسیستم (به انگلیسی: Ecosystem service) مزایای گوناگونی است که توسط محیط طبیعی و اکوسیستم‌های سالم برای انسان ارائه می‌شود. این گونه اکوسیستم‌ها عبارتند از، به عنوان مثال، اکوسیستم‌های کشاورزی، اکوسیستم جنگلی، اکوسیستم‌های مرتعی و بوم‌سازگان آبی. این بوم‌سازگان‌ها که در روابط سالم کار می‌کنند، مواردی مانند گرده‌افشانی طبیعی محصولات، هوای پاک، کاهش شدید آب و هوا و رفاه ذهنی و جسمی انسان را ارائه می‌دهند. در مجموع، این مزایا به عنوان «خدمت بوم‌سازگانی» شناخته می‌شوند و اغلب در تأمین غذا، تأمین آب آشامیدنی تمیز و سالم، تجزیه زباله‌ها، و تاب‌آوری و باروری اکوسیستم‌های غذایی ضروری هستند.

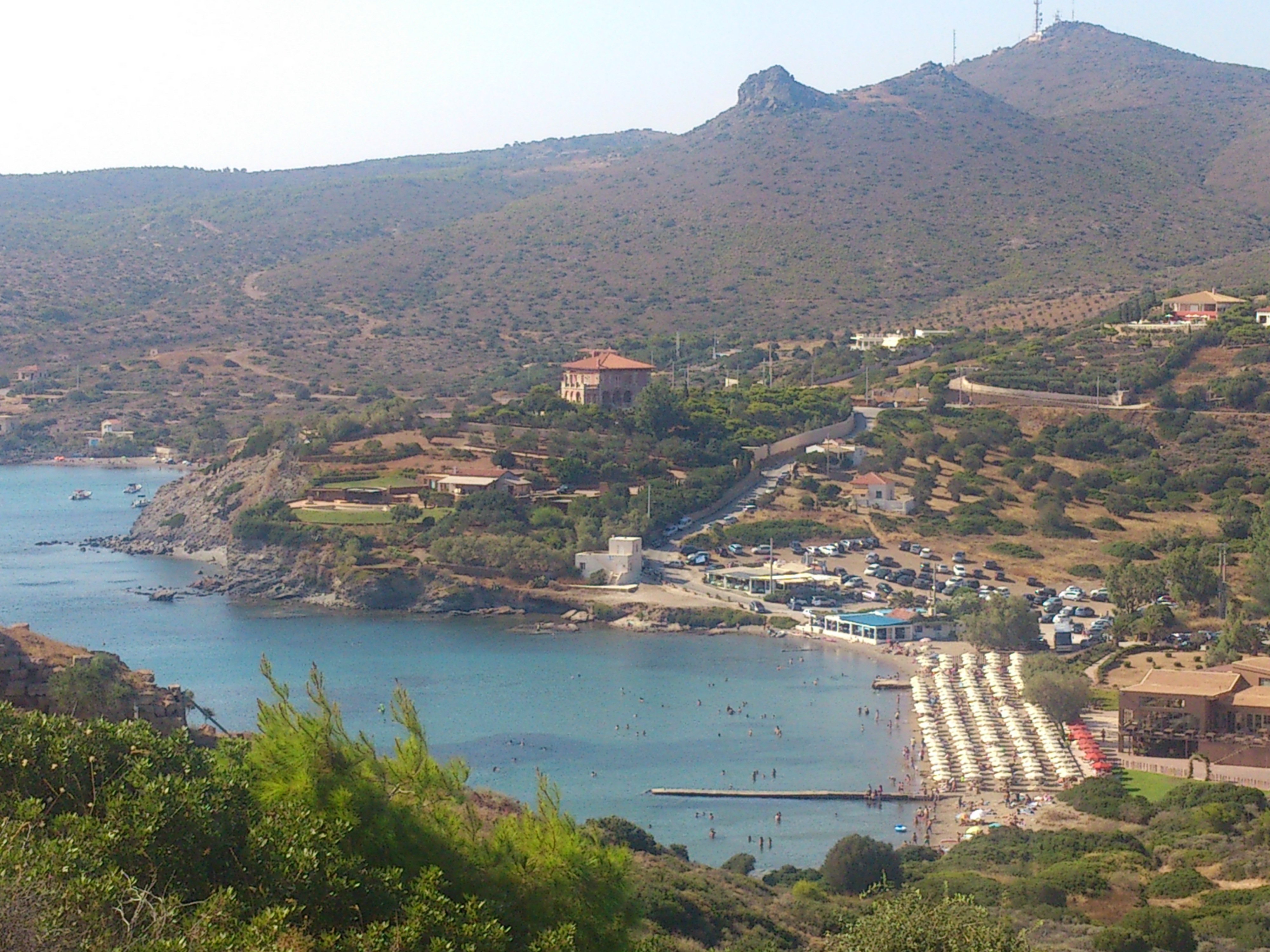
کرانه ساحلی که برای یک منطقه تفریحی فراهم شده است.